# Ловорно
42°32′ пн. ш. 18°21′ сх. д. / 42.54° пн. ш. 18.35° сх. д.
Ловорно (хорв. Lovorno) — населений пункт у Хорватії, у Дубровницько-Неретванській жупанії у складі громади Конавле.

## Населення
Населення за даними перепису 2011 року становило 183 осіб.
Динаміка чисельності населення поселення: